# اویلی
اویلی (به فرانسوی: Avilley) یک کمون در فرانسه است که در canton of Rougemont واقع شده‌است. اویلی ۵٫۶۲ کیلومتر مربع مساحت دارد.